# Glenea coelestina
Glenea coelestina là một loài bọ cánh cứng trong họ Cerambycidae.